# چرالان (صائم بی‌لی)
چرالان (به ترکی استانبولی: Çeralan) یک منطقهٔ مسکونی در ترکیه است که در صائم‌بیلی واقع شده‌است.